# مدارس تخصصی در بریتانیا
مدارس تخصصی در بریتانیا (انگلیسی: Specialist schools in the United Kingdom) که گاه در انگلستان و ایرلند شمالی با عنوان «کالج‌های تخصصی» (انگلیسی: specialist colleges) شناخته می‌شوند؛ مدارسی هستند که بر یک حوزهٔ موضوعی خاص تمرکز دارند که به آن «تخصص» گفته می‌شود؛ یا در برخی موارد، به‌ویژه در آموزش استثنائی در انگلستان، بر یک حوزهٔ خاص از نیازهای آموزشی ویژه تمرکز دارند. هدف این مدارس آن است که در زمینهٔ تخصصی خود به عنوان مراکز برتری شناخته شوند و در برخی موارد ممکن است دانش‌آموزان را بر اساس استعدادشان در آن حوزه انتخاب کنند. با وجود تمرکز بر تخصص، مدارس تخصصی همچنان برنامهٔ درسی کامل را آموزش می‌دهند. بنابراین، تخصص به‌جای آن‌که تغییری اساسی در برنامهٔ درسی باشد، به‌عنوان غنی‌سازی پیشنهاد آموزشی اصلی مدرسه تلقی می‌شود.
تفویض اختیار سیاست‌گذاری آموزشی منجر به شکل‌گیری سیاست‌ها و مفاهیم متفاوتی دربارهٔ مدارس تخصصی در چهار کشور تشکیل‌دهندهٔ بریتانیا شده است. در انگلستان، نظامی تقریباً فراگیر از آموزش متوسطهٔ تخصصی ایجاد شده است، به‌طوری‌که تا سال ۲۰۱۹، اکثریت مدارس متوسطه (۳۰۰۰ مدرسه یا ۹۰٪) در یک یا چند موضوع تخصصی فعالیت می‌کردند. در حالی‌که در ولز و اسکاتلند نظام آموزش جامع حفظ شده و هیچ مدرسهٔ تخصصی در ولز و تعداد اندکی در اسکاتلند وجود دارد. تا سال ۲۰۱۵، در ایرلند شمالی تنها ۱۲ مدرسهٔ تخصصی فعال بودند.

## یادداشت

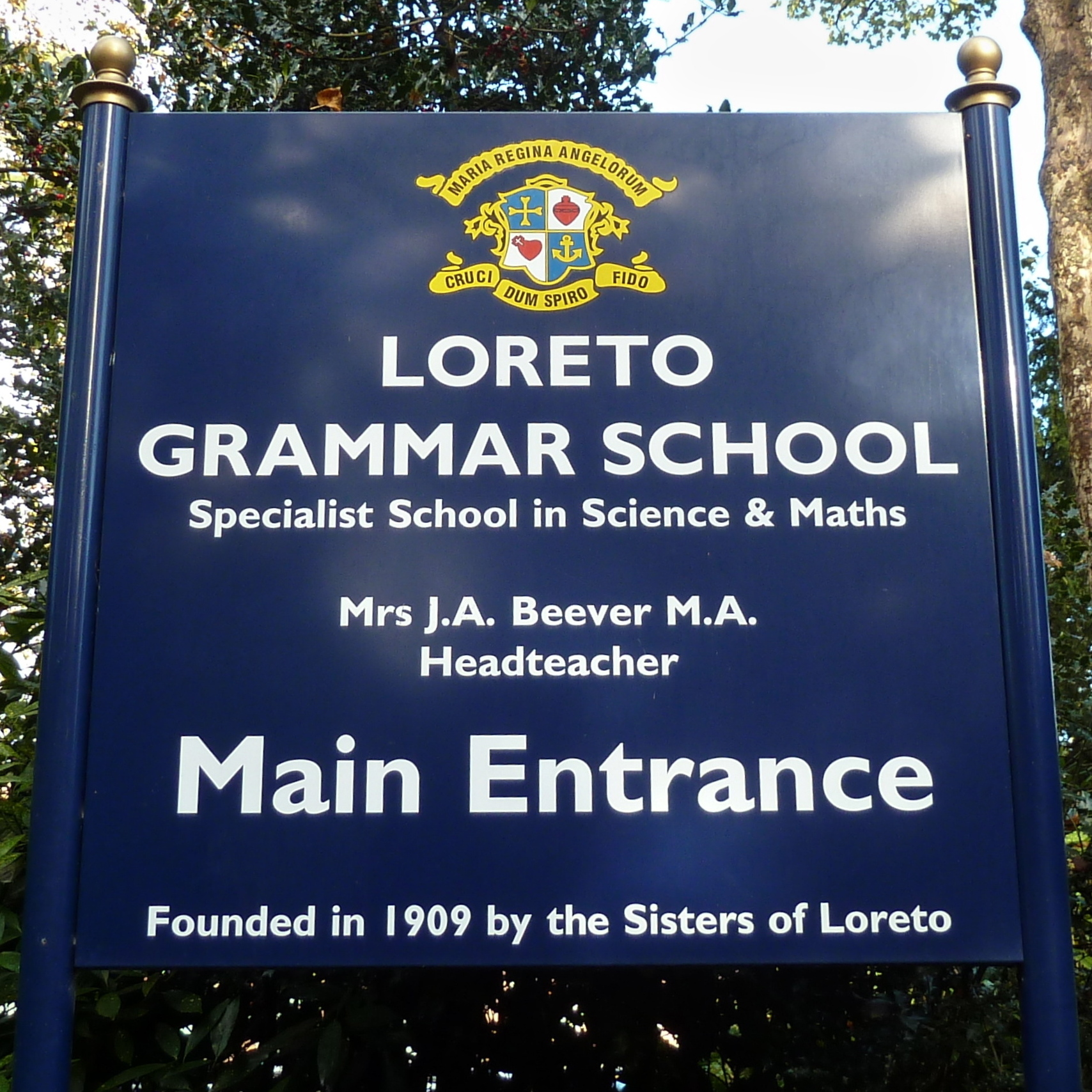
تابلوی مدرسهٔ لورتو گرامر اسکول در آلترینکهام که وضعیت تخصصی آن در ریاضیات و علوم را تبلیغ می‌کند.

1. ↑  همچنین با عنوان‌های specialist subject schools,[۱][۲] specialist status schools[۳][۴][۵] و specialised schools.[۶][۷][۸] شناخته می‌شوند.